# Banca Nazionale di Svezia
La Sveriges riksbank (in svedese "Banca nazionale di Svezia"), spesso abbreviato in Riksbanken, è la banca centrale svedese dal 1668, è perciò considerata la più antica banca centrale in attività.

## Storia
Prima della Riksbanken, la Svezia aveva già avuto una banca nazionale, lo Stockholm Banco fondato da Johan Palmstruch nel 1656. Benché la banca fosse privata, era il re che decideva le linee direttive. Lo Stockholm Banco andò in fallimento per aver stampato troppe banconote rispetto alla provvista di metallo prezioso. Palmstruch, considerato responsabile delle perdite della banca, fu condannato a morte, ma fu successivamente graziato.
Nel 1668 il privilegio concesso a Palmstruch di esercitare l'attività bancaria fu trasferito alla Riksens Ständers Bank ("Banca degli Stati generali") posta sotto il controllo del parlamento svedese (il Riksdag degli Stati) per evitare interferenze da parte del re.
Per evitare l'esperienza traumatica dello Stockholm Banco, la Riksbanken non era inizialmente autorizzata a stampare cartamoneta. Solo nel 1701 ottenne il permesso di emettere note di credito. A metà Settecento vi furono anche episodi di falsificazioni che crearono gravi problemi. Perciò, per evitare falsi fu deciso che la Banca avrebbe dovuto produrre da sé la carta per le banconote e fu così fondata la cartiera di Tumba, nei dintorni di Stoccolma.
Qualche anno dopo furono fondate le prime banche commerciali, e anch'esse ebbero l'autorizzazione di emettere banconote. Le banconote consistevano nel riconoscimento di un credito verso la banca, senza interessi. Perciò essere divennero una significativa fonte di reddito per le banche. Tuttavia, veniva richiesto come garanzia che il controvalore dei biglietti emessi fosse coperto da un deposito presso la Riksbanken.
Durante l'Ottocento la Riksbanken mantenne una posizione dominante come istituto di credito e banco d'emissione: la banca continuava a transazioni commerciali nazionali e concedeva credito al pubblico. La prima filiale fu aperta nel 1824, poi seguirono le agenzie aperte in ogni contea (län). Oggi l'attività della Banca è molto diversa da quella dell'Ottocento: per esempio, non vengono effettuate operazioni a interesse.
Nel 1866 il nome dell'istituto divenne quello attuale di Sveriges Riksbank.
Nel 1897 una legge conferì alla Riksbanken il diritto esclusivo di emettere banconote. Questo le diede il ruolo di una moderna banca centrale in cui il monopolio della cartamoneta è condizione per la gestione della politica monetaria della nazione.
Dal 1873 la corona svedese era garantita dalle riserve auree della banca centrale e le banconote erano convertibili in monete d'oro fino al 1931, quando una legge liberò la Banca dal suo obbligo, a titolo provvisorio. La legge fu rinnovata di anno in anno fino al 1974 quando fu approvata la nuova Costituzione che diede alla Banca Nazionale l'indipendenza dal parlamento e la liberò definitivamente dall'obbligo di conversione in oro.

## Premio Nobel per l'economia

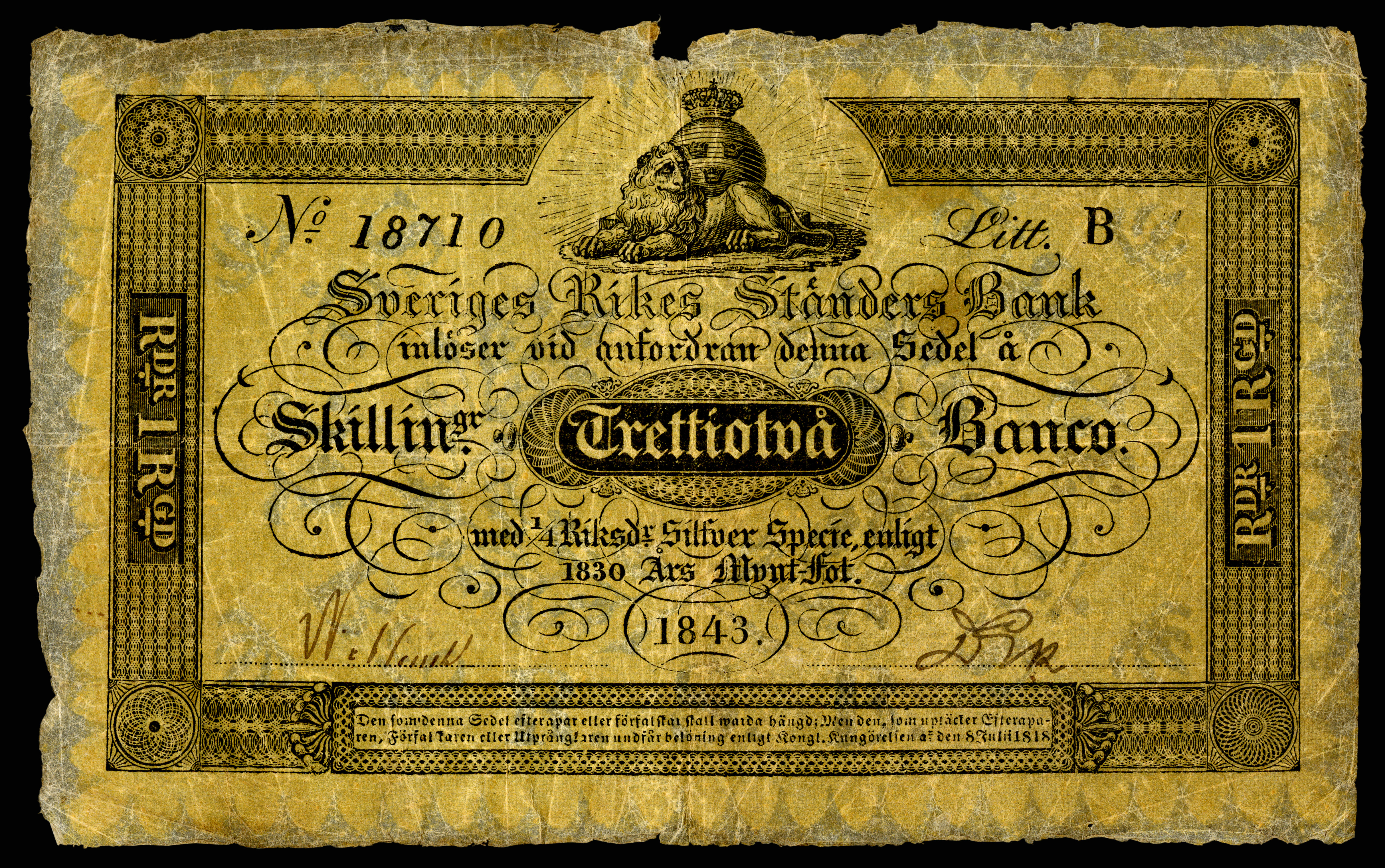
Banconota del 1843 da 32 scellini

In occasione del suo tricentenario nel 1968 la Sveriges Riksbank ha istituito il Premio Nobel per l'economia, che viene assegnato insieme agli altri premi Nobel a Stoccolma il 10 dicembre di ogni anno.